# Galabrios
Los galabrios (en griego antiguo: Γαλάβριοι, romanizado: galabrios) eran una tribu dardania, junto con los tunatas, mencionada por Estrabón.

## Nombre
El nombre tribal galabri/glabrioi se ha relacionado con el nombre mesapio calabrios de Apulia (sureste de Italia). También se ha relacionado con el topónimo gallapi en el actual noreste de Kosovo.

## Geografía
Según Estrabón, una antigua ciudad se encontraba en la región de la tribu dardania de los galabrios. Se ha sugerido provisionalmente que se debe buscar en la Kale en Skopie.
El relato de Estrabón indica un mayor desarrollo social y aculturación en la zona; asimismo, la información proporcionada por otras fuentes clásicas sobre los dardanios sugiere que su sociedad se encontraba en una fase avanzada de desarrollo.